# Жак де Серізе
Жак де Серізе́ (фр. Jacques de Serisay; 1594, Париж — листопад 1653, Ла-Рошфуко, департамент Шаранта) — французький поет, літератор. Член Французької академії, а також один із її засновників.

## З біографії
Жак де Серізе працював в управлінні володіннями герцогів Ла Рошфуко. 1634 року він відіграв важливу роль у заснуванні Французької академії та став її першим президентом. Він також був першим власником крісла № 3. Серізе, член Товариства друзів Конрата, був одним з двох противників заснування Французької академії під протекторатом кардинала де Рішельє.
В кінці 1653 року Жак Де Серізе помер, а навесні наступного року його наступником в академії був обраний єпископ Поль-Філіпп де Шомон.

## Творчість
Щодо друкованих збірок поета відомостей немає, однак є інформація, що деякі вірші та твори було надруковано в збірках іншого французького митця Charles de Sercy.